# Chaj-sün 03
Chaj-sün 03 je oceánská hlídková loď správy námořní bezpečnosti Čínské lidové republiky. Mezi její hlavní úkoly patří prosazování námořního práva, kontrola znečištění a záchranné operace v Jihočínském moři a je to největší hlídkové plavidlo Čínského správního námořního bezpečnostního v moři.

## Stavba
Plavidlo postavila čínská loděnice Huangpu Wenchong v Kantonu, která je součástí koncernu China State Shipbuilding Corporation (CSSC). Kýl plavidla byl založen 28. dubna 2021 a na vodu bylo spuštěno 14. září téhož roku. Do služby bylo přijato 29. března 2023.

## Konstrukce
Stejně jako její sesterská loď Chaj-sün 06, plavidlo je vybaveno dvěma vodními děly. Na zádi se nachází přistávací plocha a hangár pro jeden vrtulník. Pohonný systém je koncepce CODLOD. Lodní šrouby jsou dva. Manévrovací schopnosti zlepšují dva na přídi a jeden na zádi dokormidlovacích zařízení. Nejvyšší rychlost přesahuje 22,8 uzlů. Dosah přesahuje 10 000 námořních mil při 16 uzlech. Autonomie provozu přesahuje 60 dnů.